# 3ivx
3ivx es una suite de filtros para crear y reproducir formatos basados en MPEG-4, creado por 3ivx Technologies.
Consiste en una serie de filtros que contiene un códec de video similar a DivX o Xvid, un códec de audio basado en el formato AAC (Advanced Audio Coding), un separador/mezclador del contenedor MP4, este incluye M4A si contiene solo audio, 3GP usado en teléfonos celulares y MOV que es el formato de QuickTime. En total son seis filtros, para el video y audio sus respectivos decodificadores (decoder) y codificadores (encoder) y para el formato contenedor MP4 el separador (splitter) y el mezclador (muxer).
Posiblemente la pieza más significativa de esta suite es el códec de video ya que comúnmente se suele referir solo a este códec.